# Eito Yasutoko
Eito Yasutoko (Kobe, 29 de Julho de 1983) é um patinador in line japonês
Ele é irmão do também patinador Takeshi Yasutoko.

## Vert Competitions
- 2010 Asian X Games, Shanghai, China - Vert: Medalhista de Bronze
- 2008 Asian X Games, Shanghai - Vert: 2o
- 2007 LG Action Sports World Championships, Dallas, TX - Vert: Medalhista de Bronze
- 2007 Action Sports World Tour, San Diego, CA - Vert: 3o
- 2007 Asian X Games, Shanghai - Vert: 3o
- 2006 LG Action Sports World Championships, Dallas, TX - Vert: 9o
- 2006 LG Action Sports World Tour, Birmingham, England - Vert: 4o
- 2006 LG Action Sports World Tour, Amsterdam, Netherlands - Vert: 8o
- 2006 Action Sports World Tour, Richmond, VA - Vert: 2o
- 2006 Asian X Games, Kuala Lumpur, Malaysia - Vert: 1o
- 2005 LG Action Sports World Championship, Manchester, England: 1o
- 2005 LG Action Sports US Championship, Pomona, CA - Vert: 2o
- 2005 LG Action Sports World Tour, Munich, Germany - Vert: 2o
- 2005 LG Action Sports World Tour, Moscow, Russia - Vert: 1o
- 2004 Pro Tour Year-End Ranking - Vert: 2o
- 2004 LG Action Sports Asian Tour, Beijing, China: 1st, Shanghai & Seoul: 2o
- 2004 LG Action Sports Championships - World Championships - Vert: 5o
- 2004 X Games - Vert: Medalhista de Bronze
- 2004 Asian X Games: Medalhista de Prata
- 2003 Pro Tour Year-End Ranking (Vert): 1o
- 2003 LG Action Sports Championships - World Championships - Vert: 1ost
- 2003 Gravity Games - Vert: Medalhista de Ouro
- 2003 X Games - Vert: Medalhista de Ouro
- 2003 AIL - Vert: 2
- 2002 X Games - Vert: Medalhista de Prata
- 2001 ASA World Championships - Vert: Medalhista de Bronze
- 2001 AIL - Vert: 4
- 2000 X Games - Vert: Medalhista de Ouro
- 1999 AIL - Vert: 1
- 1999 AIL - Vert Triples: 3
- 1998 AIL - Vert: 4
- 1998 AIL - Vert Triples: 5